# Antinoo Mondragone
L'Antinoo Mondragone è la scultura di una testa alta 95 cm e largo 37 costituita da un unico blocco di marmo bianco; rappresenta l'iconografia di Antinoo, il ragazzo amato dall'imperatore romano Adriano e da questi portato in apoteosi dopo la sua morte, avvenuta nel 130 d.C. per annegamento sul fiume Nilo. È conservata nel Louvre.

## Storia e descrizione
Il soggetto può essere facilmente identificato dalle peculiari caratteristiche di tutte le sue raffigurazioni: sopracciglia striate, labbra carnose, espressione accigliata e quasi cupa con torsione della testa in basso verso destra, il che ricorda molto la statua di Athena Lemnia; mentre la pelle liscia e fortemente elaborata e l'acconciatura dei capelli è del tutto simile alle immagini ellenistiche di Dioniso e Apollo.
Faceva originariamente parte di un'immagine di culto o idolo, oppure di un acrolito colossale, utilizzato per il culto rivolto al ragazzo-dio; 31 fori di tre differenti dimensioni servivano probabilmente per il fissaggio di un oggetto sul suo capo, forse una corona dionisiaca o un ureo di metallo, avorio o pietra colorata. Negli occhi dovevano essere inserite delle pupille di marmo e pietre dure.
I resti sono stati ritrovati a Frascati tra il 1713 e il 1729 e subito inseriti come parte della collezione Borghese a Villa Mondragone. Johann Joachim Winckelmann ne fece presto conoscere la testa al grande pubblico, lodandola nella sua "Storia dell'arte antica", definendola gloria e corona dell'arte di quest'età, di una freschezza immacolata che pare provenire direttamente dalle mani dell'artista.
(Winckelmann, Storia delle Arti del Disegno presso gli Antichi)

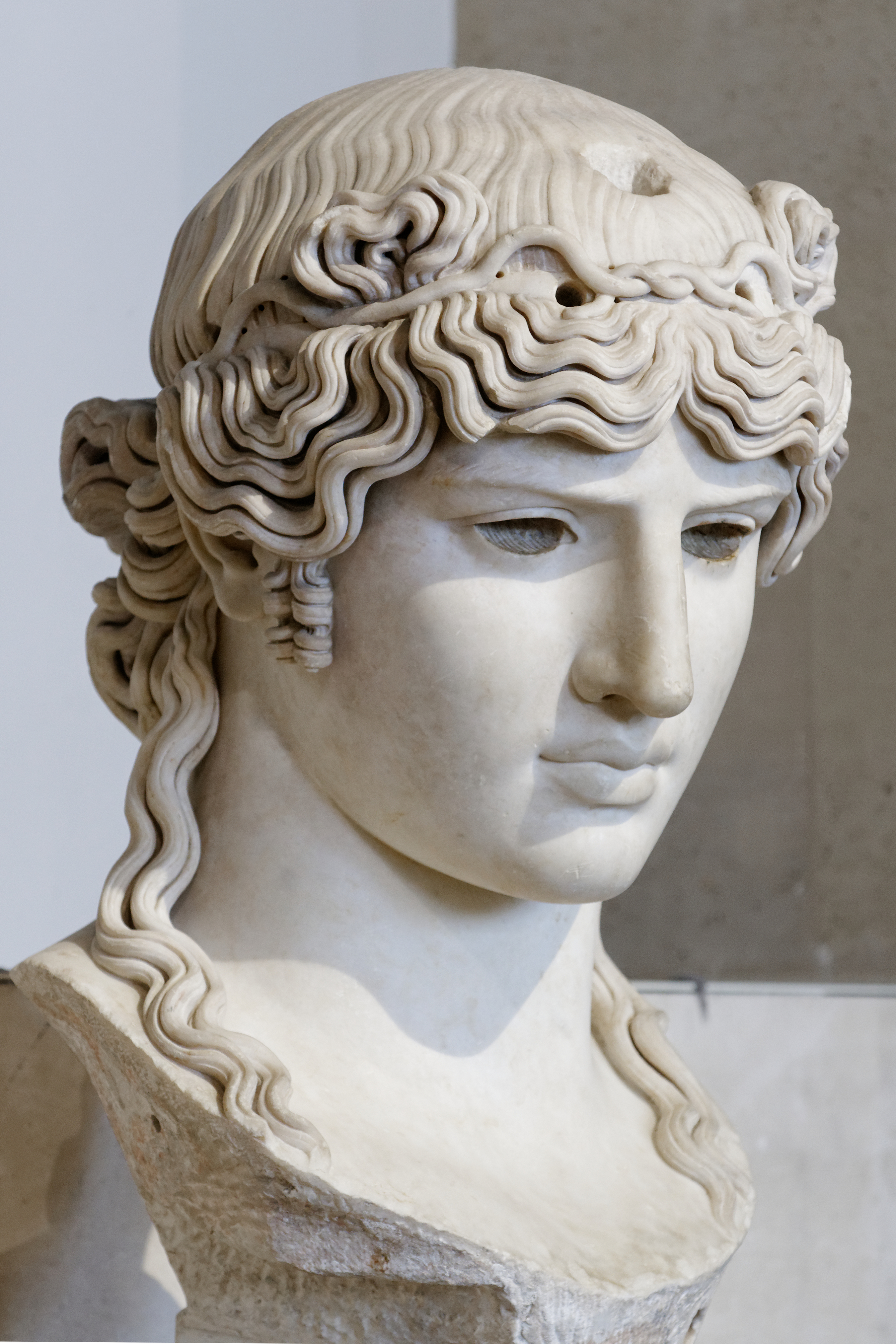
Profilo destro.

Nel 1807 è stato acquisito dall'imperatore dei francesi Napoleone Bonaparte, assieme a gran parte delle collezioni appartenenti alla famiglia Borghese e alle altre opere oggetto di spoliazioni napoleoniche. Ne venne in seguito aggiunto provvisoriamente uno strato di cera marrone per darne una finitura opaca, assieme ad un nuovo strato di gesso attorno alla base del collo per darne l'apparenza di un busto completo; entrambi furono poi rimossi durante i lavori di restauro e pulizia.

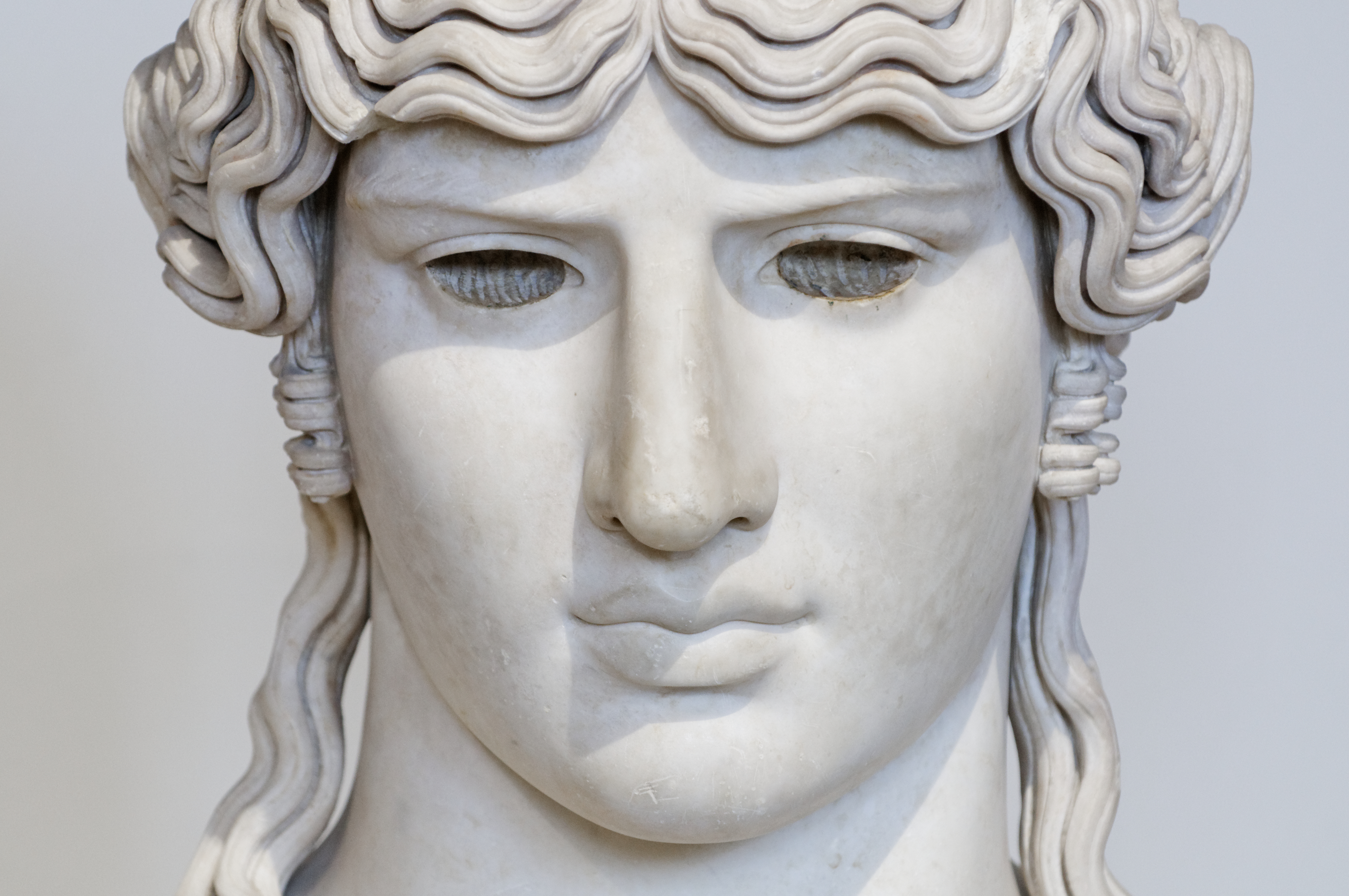
Primo piano